# Nordirlands flagga

Nordirlands flagga med Tudorkrona.

Nordirlands flagga var Nordirlands officiella flagga mellan åren 1924 och 1973. På engelska kallas den the Ulster Banner. Flaggan används fortfarande för att representera Nordirland exempelvis i vissa sportevenemang där Nordirland deltar som lag.
Den enda officiella flaggan för Nordirland idag är Storbritanniens unionsflagga.